# زامبيا
زامبيا (بالإنجليزية: Zambia) أو رسميًا جمهورية زامبيا (بالإنجليزية: Republic of Zambia)، وعُرفت سابقاً في بعض الأحيان باسم الكونغو البريطانية (بالإنجليزية: British Congo) أو الكونغو-لوساكا (بالإنجليزية: Congo-Lusaka)، هي دولة غير ساحلية تقع في الركن الجنوبي الشرقي من منطقة وسط إفريقيا، تحدها جمهورية الكونغو الديمقراطية من الشمال، وتنزانيا من الشمال الشرقي، مالاوي من الشرق وموزمبيق وزيمبابوي وبوتسوانا وناميبيا من الجنوب، وأنغولا من الغرب. العاصمة هي لوساكا، في الجزء الجنوبي الأوسط من زامبيا. ويتركز السكان أساسا حول لوساكا في الجنوب ومقاطعة حزام النحاس في الشمال الغربي، والمحاور الاقتصادية الأساسية للبلد.
سكنها في الأصل شعوب الكويسان، تأثر المنطقة من خلال التوسع البانتوي من القرن الثالث عشر. أي القرن السابع هجري. بعد الزيارات التي قام بها المستكشفين الأوروبيين في القرن الثامن عشر، أصبحت زامبيا تحت الحماية البريطانية باسم الكونغو البريطانية أو الكونغو-لوساكا أو روديسيا الشمالية الشرقية في نهاية القرن التاسع عشر. وبالنسبة لمعظم الفترة الاستعمارية، كان يحكم زامبيا إدارة معينة من لندن مع المشورة للشركة البريطانية في جنوب أفريقيا.
يوم 24 أكتوبر عام 1964، استقلت زامبيا عن المملكة المتحدة البريطانية وصار الرئيس الأول ورئيس الوزراء كينيث كاوندا من حزب الاستقلال الوطني الموحد (UNIP) الذي احتفظ بالسلطة من عام 1964 حتى 1991. لعب كاوندا دورا رئيسيا في الدبلوماسية الإقليمية، والتعاون بشكل وثيق مع الولايات المتحدة في البحث عن حلول للصراعات في روديسيا (زيمبابوي)، وأنغولا، وناميبيا. من عام 1972 إلى عام 1991، زامبيا دولة الحزب الواحد مع الاستقلال الوطني الموحد هو الحزب السياسي القانوني الوحيد تحت شعار «زامبيا واحدة، أمة واحدة». وقد نجح فريدريك شيلوبا من حركة اجتماعية ديمقراطية للديمقراطية متعددة الأحزاب في عام 1991، بدأت فترة من النمو الاجتماعي والاقتصادي واللامركزية الحكومة. ترأس ليفي مواناواسا خلفا لشيلوبا زامبيا خلال الفترة من يناير 2002 وحتى وفاته في أغسطس 2008، ويعزى إليه الفضل في حملات للحد من الفساد وزيادة مستوى المعيشة. بعد وفاة مواناواسا، ترأس روبيا باندا بالوكالة قبل انتخابه رئيسًا في 2008. رئيسًا للوزراء لثلاث سنوات فقط، صعد مايكل ساتا منصبه بعد هزيمة باندا في انتخابات عام 2011. توفي ساتا يوم 28 أكتوبر عام 2014، الرئيس الزامبي الثاني المتوفى في منصبه. الرجل سكوت خدم لفترة وجيزة رئيسا مؤقتا حتى تجرى انتخابات جديدة في 20 كانون الثاني عام 2015, الذي انتخب إدغار لونجو رئيسًا سادسًا.
في عام 2010، سمى البنك الدولي زامبيا واحدة من الدول الأسرع إصلاح اقتصاديًا في العالم. يقع المقر الرئيسي للسوق المشتركة لدول شرق وجنوب أفريقيا (الكوميسا) في لوساكا.

## التاريخ
في عام 1851م، عبر المنصِّر الأسكتلندي ديفيد لفينجستون زامبيا من الجنوب وقضى 20 عامًا مكتشفًا المنطقة. في عام 1911م، أطلقت شركة سيسل رودس واسمها شركة جنوب إفريقيا البريطانية، اسم روديسيا الشمالية على المنطقة. وفي عام 1924م، استولت الحكومة البريطانية على إدارة روديسيا الشمالية، وعينت حاكمًا لها. عُرف تعدين النحاس في المنطقة منذ مئات السنين، وعند اكتشاف خامات وفيرة للنحاس في أواخر عشرينيات القرن العشرين، هرع العديد من الأوروبيين إلى المنطقة، وبعد عشر سنوات، أصبح التعدين صناعة مهمة في المنطقة.
في 1953م، أنشأت بريطانيا اتحادًا بين روديسيا الشمالية وروديسيا الجنوبية ونياسالاند. عارض الإفريقيون الاتحاد لهيمنة الأقلية الأوروبية على الحكم في روديسيا الجنوبية. وفي 1963م، أعلنت بريطانيا حل الاتحاد. وفي 24 أكتوبر 1964م، أصبحت روديسيا الشمالية دولة زامبيا المستقلة. انتخب كينيث كاوندا رئيسًا لها في 1964م، ثم أعيد انتخابه في أعوام 1968م، 1973م، 1978م، 1983م و 1988م. وظل حزب الاستقلال الوطني المتحد الحزب السياسي الوحيد خلال الفترة من 1972م إلى 1990م. وفي أكتوبر 1991م، فاز تجمع الأحزاب الديمقراطية بالانتخابات وفاز فريدريك شيلوبا برئاسة الجمهورية، وتنحى كاوندا عن رئاسة حزبه في ديسمبر 1991م.
بعد حل الاتحاد، عرفت روديسيا الجنوبية باسم روديسيا. وفي عام 1965م، أعلنت روديسيا الاستقلال تحديًا لبريطانيا. وتوترت العلاقات بين زامبيا وروديسيا، لرفض حكومة الأقلية البيضاء إعطاء الأغلبية الإفريقية صوتًا مسموعًا في الحكم. تعرضت زامبيا لمشاكل اقتصادية خطيرة في سبعينيات وثمانينيات القرن العشرين، فقد حظرت روديسيا نقل زامبيا لبضائعها عبر إقليم روديسيا، وبذلك حرمت زامبيا من منفذها الرئيسي إلى البحر، ثم رفعت روديسيا الحظر سريعًا، ولكن زامبيا ظلت ترفض حتى 1978م نقل بضائعها عبر روديسيا.
سيطر الأفارقة على الحكم في روديسيا في عام 1980م، وتم تغيير اسم البلاد إلى زيمبابوي، ثم تحسنت العلاقات بين زامبيا وزيمبابوي. كذلك عانى اقتصاد زامبيا تدني أسعار النحاس في الأسواق العالمية، وانخفاض احتياطي البلاد من النحاس. في عام 1990م، سمحت زامبيا بعمل الأحزاب السياسية المعارضة، وفي عام 1991م، فازت بنتائج الانتخابات الحركة الديمقراطية للتعددية الحزبية بزعامة فريدريك تشيليوبا الذي ألحق الهزيمة بكاوندا. حازت الحركة أكثر مقاعد الجمعية الوطنية. وفي عام 1996م، أعيد انتخاب تشيليوبا مرة أخرى.

## الجغرافيا

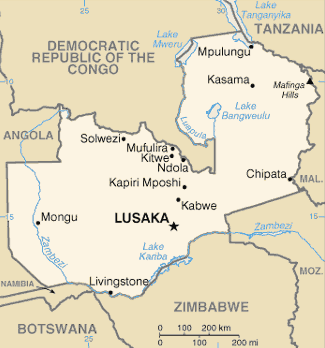
خريطة زامبيا.

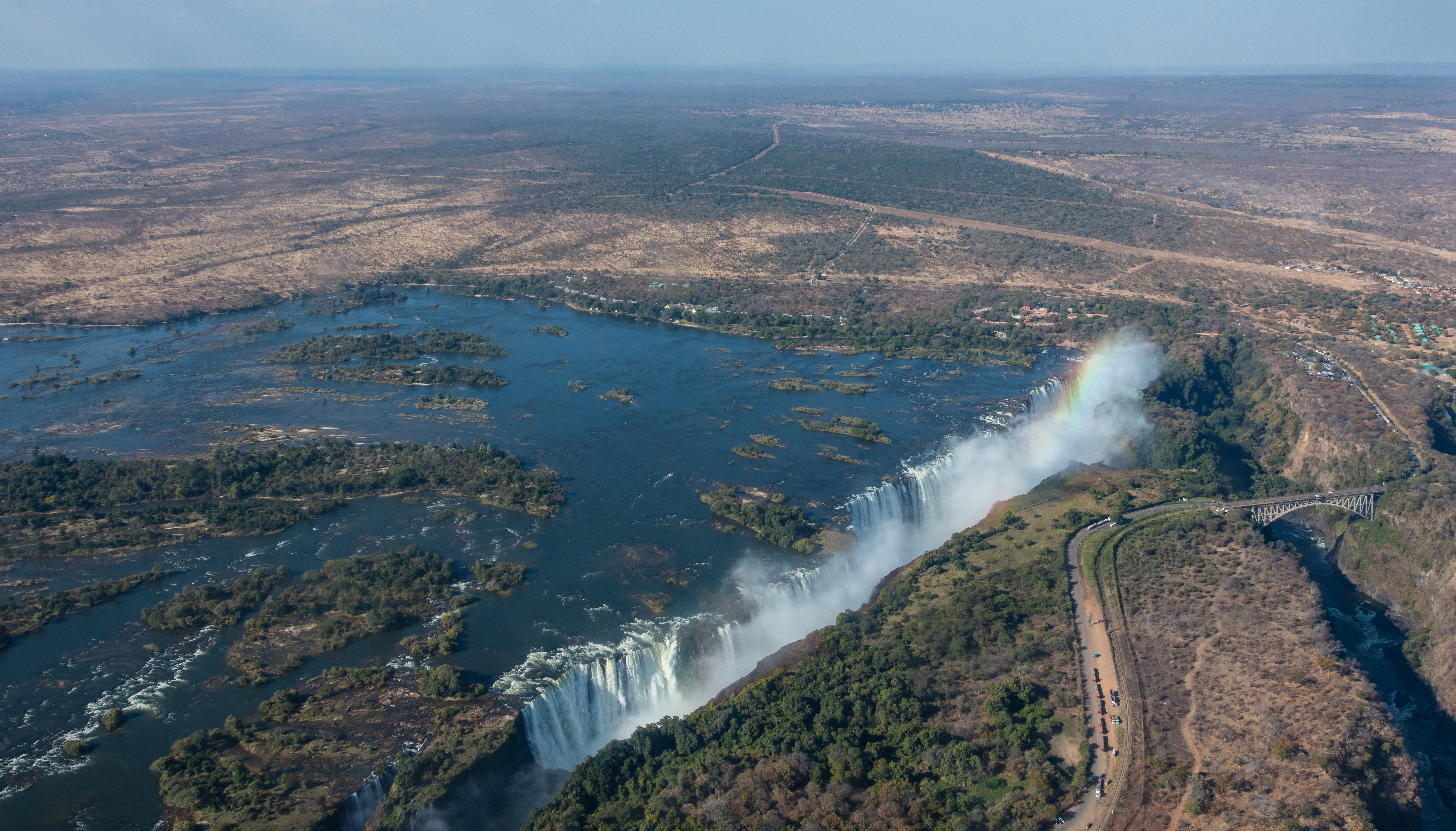
شلالات فيكتوريا.

خريطة تصنيف كوبن في زامبيا.

زامبيا بلد غير ساحلي في جنوب أفريقيا، مع مناخ مداري، وتتألف في معظمها من هضبة عالية، مع بعض التلال والجبال، تتخللها بعض الوديان والأنهار. وتبلغ مساحتها 752,614 كم2 (290,586 ميل مربع) وهو البلد ال 39 في العالم من حيث المساحة (بعد تشيلي)، وأكبر قليلًا من ولاية تكساس الأمريكية. تقع زامبيا في معظمها بين خطي عرض 8 درجة و 18 درجة جنوبًا، وخطي طول 22 درجة و 34 درجة شرقًا.
يمر في زامبيا اثنين من أحواض الأنهار الكبرى: حوض نهر زامبيزي / كافو في الوسط والغرب والجنوب التي تغطي نحو ثلاثة أرباع البلاد، وحوض نهر الكونغو في الشمال وتغطي حوالي ربع البلاد. منطقة صغيرة جدًا في شمال شرق البلاد تشكل جزءًا من حوض التصريف الداخلي لبحيرة الروكوا في تنزانيا. وهناك عدد من الأنهار الكبرى في حوض نهر زامبيزي التي تجري كليا أو جزئيا في زامبيا مثل نهر كامبوبو ونهر لانغويبانغو، نهر كافو، ونهر انغوا، ونهر زامبيزي في حد ذاته، الذي يتدفق عبر البلاد في الغرب ويشكل حدودها الجنوبية مع ناميبيا، بوتسوانا وزيمبابوي. ينبع في زامبيا ثم يتحول إلى أنغولا، وعدد من روافده ترتفع في المرتفعات الوسطى في أنغولا. على حافة السهول الفيضية نهر كوبانغو الذي يشكل الحدود الجنوبية الغربية لزامبيا، وعبر نهر تشوب ويساهم هذا النهر بكمية قليلة جدًا من المياه في نهر زامبيزي بسبب فقدان معظمه بواسطة التبخر.
هناك اثنان من أطول وأكبر روافد نهر زامبيزي هما نهري كافو ووانغوا تتدفق بصورة رئيسية في زامبيا. حيث تلتقي مع نهر زامبيزي على الحدود مع زيمبابوي في تشيروندو وبلدة وانغوا على التوالي. قبل التقائه فان نهر وانغوا يشكل جزءا من الحدود مع زامبيا وموزمبيق. من بلدة وانغوا يترك نهر زامبيزي زامبيا ويصب في موزمبيق، وأخيرا في قناة موزمبيق.
يرتفع نهر زامبيزي حوالي 100 مترا (328 قدم) فوق شلالات فيكتوريا التي تبلغ عرضها حوالي 1.6 كم (0.99 ميل)، وتقع في الركن الجنوبي الغربي من البلاد، ويتدفق بعد ذلك إلى بحيرة كاريبا. وادي زامبيزي العميق والواسع يمر على طول الحدود الجنوبية، من بحيرة كاريبا يسير شرقا.
ان شمال زامبيا مسطح جدا مع وجود سهول واسعة. أما في الغرب هناك الفيضان على نهر زامبيزي، حيث تكون الفيضانات في الفترة من ديسمبر حتى يونيو، حيث يتخلف عن الركب موسم الأمطار السنوي (عادة من نوفمبر إلى إبريل). يسيطر الطوفان في جميع أنحاء البلاد على البيئة الطبيعية والحياة والمجتمع والثقافة للسكان وغيرها من السهول الفيضية الأصغر.
إلى الشرق من زامبيا تميل الهضبة التي تمتد بين نهر زامبيزي وبحيرة تنجانيقا إلى الوديان صعودا إلى الشمال، وترتفع بذلك بصورة تدريجية من حوالي 900 متر (2953 قدم) في الجنوب إلى 1200 متر (3937 قدم) في الوسط، لتصل إلى 1800 م (5906 قدم) في الشمال قرب مبالا. وقد تم تصنيف هذه المناطق من قبل الصندوق العالمي للحياة البرية والواقعة في شمال هضبة زامبيا بأنها تمثل القسم الأكبر من من المناطق الإيكولوجية الزامبية وسط احراج ميومبو.
هناك تنوع كبير إلى الشرق من زامبيا. يمتد غربا وادي وانغوا الذي يقسم الهضبة في شكل منحنى من الشمال الشرقي إلى الجنوب الغربي، إلى قلب الهضبة بواسطة الوادي العميق لنهر لونسيمفوا. تم العثور على التلال والجبال على جانب بعض المقاطع من الوادي، وخصوصا في الشمال الشرقي لهضبة نيكا (2200 م / 7218 قدم) على الحدود مع ملاوي، والتي تمتد إلى زامبيا عبر تلال مافينجا، التي تحتوي على أعلى نقطة في البلاد، (كونجيرا (2187 م / 7175 قدم). جبال ماتشينجا تمثل الحد الفاصل بين احواض صرف نهري زامبيزي والكونغو، حيث تسير بشكل موازي للوادي العميق لنهر وانغوا وتشكل خلفية حادة على حافته الشمالية، على الرغم من أنها موجودة في كل مكان تقريبا بأقل من 1700 متر (5577 قدم). قمة جبل مامبو تقع في النهاية الغربية وبارتفاع 1892 متر (6207 قدم) وهي أعلى قمة في زامبيا بعيدا عن منطقة الحدود الشرقية. حيث يمثل هذا الجبل الحدود من الكونغو.
بحيرة تنجانيقا هي الأخرى ميزة هيدروغرافية وتنتمي إلى حوض الكونغو. ويتلقى طرفها الجنوبي الشرقي المياه نهر كالامبو، الذي يشكل جزءًا من حدود زامبيا مع تنزانيا. هذا النهر هو ثاني أعلى شلال في أفريقيا دون انقطاع، وهي شلالات كالامبو.

## السياسة

### نظام الحكم
ينتخب الشعب الزامبي رئيس الدولة والحكومة. كما ينتخب الشعب أيضًا 150 عضوًا للجمعية الوطنية، وهي الهيئة التشريعية للبلاد. تستغرق مدة عضوية الرئيس وأعضاء الجمعية الوطنية خمسة أعوام. يعين الرئيس الوزراء من بين أعضاء الجمعية الوطنية. والاقتراع حق لجميع من تزيد أعمارهم على 18 عامًا. يعتبر حزب الحركة الديمقراطية للتعددية الحزبية أكبر الأحزاب في زامبيا. أما حزب الاستقلال الوطني المتحد فيأتي في المرتبة الثانية. تنقسم البلاد إلى تسع محافظات، يدير كلاً منها وزير دولة. لوساكا هي عاصمة زامبيا ومركزها التجاري وهي مدينة حديثة ذات مبانٍ عالية وتبدو طرقاتها دائبة الحركة والنشاط.

## السكان

### المدن الكبرى
|     | المدينة    | عام 2000  | عام 2010  |
| --- | ---------- | --------- | --------- |
| 1.  | لوساكا     | 1,084,703 | 1,460,566 |
| 2.  | ندولا      | 374,757   | 495,004   |
| 3.  | كيتوي      | 363,734   | 547,700   |
| 4.  | كابوي      | 176,758   | 215,015   |
| 5.  | شنقولا     | 147,448   | 178,092   |
| 6.  | ميفلارا    | 122,336   | 141,056   |
| 7.  | لينشيا     | 115,579   | 132 117   |
| 8.  | ليفينغستون | 97,488    | 133,936   |
| 9.  | كاساما     | 74,243    | 111,588   |
| 10. | تشيباتا    | 73,110    | 109,344   |

بلغ عدد سكان زامبيا حسب التعداد الزامبي لعام 2022 نحو 19,610,769 نسمة، ومعظم الزامبيين من الإفريقيين الذين يتحدثون لغات البانتو. وهناك أكثر من 70 مجموعة عرقية وقبيلة من زنوج البانتو أبرزها جماعات تونجا وبمبا ونيانجا ولوزى، ومعظم المسلمين من جماعة اللوزى، وهناك جماعات مهاجرة من الآسيويين ومن الكونغو ومن ملاوي.

### اللغة
هناك ثماني لغات محلية يتحدثها الزامبيون، كما يتحدث العديد من سكان زامبيا الإنجليزية، وهي اللغة الرسمية للبلاد. يعيش السكان في الأجزاء النائية من البلاد في أكواخ مستديرة، سقوفها من القش، ويزرعون المحاصيل الغذائية في الأرض المحيطة بها. ولكن أدّى تطور صناعة التعدين إلى انتقال آلاف الزامبيين للعمل في مراكز التعدين. وتعد الذرة الشامية الغذاء الرئيسي. والطعام المفضل لديهم هو الثريد الغليظ المصنوع من الذرة الشامية الذي يسمونه أنشيما. وفي مناطق الشجيرات القصيرة في الريف حيث يسكن معظم الزامبيين، يزرع الأهالي محاصيلهم في شهري نوفمبر وديسمبر. غالبية الزامبيين مسيحيون، ولكن ما زال تأثير المعتقدات المحلية التقليدية قويًا وسط القرويين، إلا أن السحر والعادات القديمة بدأت في الانقراض في المدن.
القضايا التي تواجه الأطفال في زامبيا
ولد أكثر من 30,000 طفل مع نقص المناعة البشرية / الايدز كل عام كنتيجة لانتقال العدوى من الأم إلى الطفل.
خلف مرض الايدز جيلًا من الأيتام في أعقابه: ففقد أكثر من 20 في المائة من أطفال زامبيا أحد الوالدين أو كليهما. وغالبا ما يفتقر الأسر والأرامل والأيتام إلى الموارد اللازمة لزراعة ما يكفي من الغذاء. ويعيش نحو 75000 طفل في الشوارع.
تعتبر الملاريا القاتل الرئيسي للأطفال.
يعاني حوالي 50 في المائة من الأطفال تحت سن 5 سنوات من سوء التغذية؛ وفقر الدم ونقص فيتامين أ على نطاق واسع.
يواجه نظام الرعاية الصحية في زامبيا نقص في الأدوية والمعدات والموظفين المؤهلين، وبخاصة في المناطق الريفية.
يحصل 36 في المائة فقط من سكان الريف على مصادر مياه الشرب النظيفة.
ازداد معدل الالتحاق بالمدارس بفضل إزالة الرسوم الدراسية في المدارس الابتدائية؛ ووصلت الفجوة بين الجنسين اقل من 1 في المائة. ولكن ومع ذلك، هناك نقص شديد في المعلمين، ولا يتقن الكثير من الطلاب المهارات الأساسية في اللغة والرياضيات.

### الديانة
المسيحية هي الديانة الرئيسية في البلاد، كما تعتبر زامبيا دولة مسيحية وفقا للدستور الزامبي الصادر سنة 1996، ولكن توجد مجموعة مختلفة من التقاليد الدينية الأصيلة في البلاد. وتنصهر الأفكار الدينية مع المعتقدات المسيحية في كثير من الكنائس المتواجدة في جميع أنحاء البلاد. يمثل البروتستانت حوالي ثلاثة أرباع المجموع الكلي للسكان، وتشكل الكاثوليكية حوالي نسبة 20% من السكان. كما هناك طوائف صغيرة أخرى مثل الإنجليكية والخمسينية والكنيسة الرسولية الجديدة واللوثرية وشهود يهوه والسبتية وكنيسة يسوع المسيح لقديسي الأيام الأخيرة بالإضافة إلى مجموعة مختلفة من الطوائف الإنجيلية الفرعية.
ازدادت اتباع هذه الكنائس عن المستوطنات التبشيرية الأصلية (البرتغالية الكاثوليكية في الجهة الشرقية من البلاد على الحدود مع موزمبيق، والتأثيرات الأنجليكية على يد الإنجليز من الجنوب. وازدادت نسب الانضمام إلى الخمسينية بعدما أصبح الخمسيني فريدريك شيلوبا رئيساً للبلاد عام 1991. وتوسعت المنظمات الخمسينية بصورة كبيرة في جميع أرجاء البلاد.
وتوجد جالية إسلامية في زامبيا معظمها من أصول هندية، بالإضافة إلى ديانات وثنية يتبعها عدد قليل من السكان لا يتعدى 1%.
حصلت زامبيا على استقلالها عن الاستعمار البريطاني في الرابع والعشرين من أكتوبر 1964 وتحتفل زامبيا سنويا في هذا التاريخ بالعيد الوطني للبلاد.
اللــغة: الإنجليزية هي اللغة الرسمية للدولة وهي لغة التعامل في دوائر الحكومة وقطاع الأعمال بالإضافة إلى أكثر من 70 لهجة محلية أهمها النيانجا والتونجا واللوزى.

### الأعياد والعطلات الرسمية
العطلات الرسمية: 25 ديسمبر / أول يناير / الجمعة العظيمة / عيد القيامة / عيد العمال /العيد الوطني للاستقلال 24 أكتوبر.
مواعيد العمل من 8 صباحا إلى 5 مساء
المحلات التجارية من 8 صباحا إلى 5 مساء

## التعليم

### المدارس
يتلقى معظم الأطفال في زامبيا تعليمًا ابتدائيًا، بينما يذهب 20% منهم فقط إلى المدارس الثانوية.

## الاقتصاد
حاليًا، [متى؟] يبلغ متوسط صادرات زامبيا ما بين 7.5 مليار دولار و 8 مليار دولار سنويًا. وبلغ إجمالي قيمة الصادرات 9.1 مليار دولار عام 2018. عام 2015، كان نحو 54.4% من الزامبيين يعيشون تحت خط الفقر الوطني المعترف به، مقارنة بـ 60.5% في عام 2010. بلغت معدلات الفقر في الريف حوالي 76.6% ومعدلات الفقر في الحضر حوالي 23.4%. بلغ خط الفقر الوطني هو 214 كرونة زامبية (12.85 دولارًا أمريكيًا) شهريًا. البطالة والعمالة الناقصة في المناطق الحضرية هي مشاكل خطيرة. معظم سكان الريف الزامبيين هم من مزارعي الكفاف.
احتلت زامبيا المركز 117 من بين 128 دولة في [[تقرير التنافسية العالمي عام 2007، الذي يأخذ في الاعتبار العوامل التي تؤثر في النمو الاقتصادي. تستمر المؤشرات الاجتماعية في الانخفاض، لا سيما في قياسات العمر المتوقع عند الولادة (حوالي 40.9 سنة) ووفيات الأمهات (830 لكل 100.000 حالة حمل).
سقطت زامبيا في براثن الفقر بعد انخفاض أسعار النحاس العالمية في السبعينيات. عوض النظام الاشتراكي انخفاض الإيرادات بعدة محاولات فاشلة لبرامج التكيف الهيكلي التابعة لصندوق النقد الدولي(SAPs). كلّفت سياسة عدم التجارة عبر طريق الإمداد الرئيسي وخط السكك الحديدية المؤدي إلى البحر الاقتصاد الكثير. بعد نظام كاوندا (منذ عام 1991) بدأت الحكومات المتعاقبة إصلاحات محدودة. ظل الاقتصاد راكدًا حتى أواخر التسعينيات. وفي عام 2007، سجلت زامبيا عامها التاسع على التوالي من النمو الاقتصادي. وبلغ معدل التضخم 8.9%، بعد أن كان 30% في عام 2000.
احتلت زامبيا المركز 118 في مؤشر الابتكار العالمي عام 2023. لكنها تقدمت للمركز 116 في مؤشر عام 2024.

### المعادن
يمثل النحاس أكثر من 80% من عائد الصادرات في زامبيا. وتقع أربعة مناجم كبيرة، وعدد من المناجم الصغيرة في المنطقة التي تسمى حزام النحاس، التي تقع على طول حدود زامبيا مع جمهورية الكونغو الديمقراطية (زائير سابقا). حصلت زامبيا على كميات كبيرة من الكوبالت، كمنتج جانبي لتعدين النحاس. تُوجد في زامبيا مناجم للرصاص والزنك في كابوي، بالإضافة إلى خامات الفحم الحجري بالقرب من بحيرة كاريبا. يعد إنتاج مشتقات النحاس أهم الأنشطة الصناعية.

### الزراعة
تلعب الزراعة دورًا مهمًا للغاية في اقتصاد زامبيا حيث توفر فرص عمل أكثر بكثير من صناعة التعدي، تم الترحيب بعدد صغير من المزارعين البيض الزيمبابويين في زامبيا بعد طردهم من قبل روبرت موغابي، حيث وصل عددهم إلى ما يقرب من 150 إلى 300 شخص اعتبارًا من عام 2004. وكانوا يزرعون مجموعة متنوعة من المحاصيل بما في ذلك التبغ والقمح والفلفل الحار في ما يقدر بنحو 150 مزرعة. يُنسب إلى المهارات التي جلبوها، جنبًا إلى جنب مع التحرير الاقتصادي العام في عهد الرئيس الزامبي الراحل ليفي مواناواسا، تحفيز الطفرة الزراعية في زامبيا. في عام 2004، ولأول مرة منذ 26 عامًا، صدرت زامبيا ذرة أكثر مما استوردت. في ديسمبر 2019، قررت الحكومة الزامبية بالإجماع إضفاء الشرعية على القنب للأغراض الطبية والتصدير فقط. أما أهم المنتجات الزراعية في البلاد فهي الذرة الشامية، وتشمل أيضًا محاصيل رئيسية أخرى مثل: المنيهوت (الكاسافا)، الاسم المنسوب لأب، الدخن، الذرة، قصب السكر، التبغ.

#### الأنواع المستزرعة
تتضمن الأنواع المستزرعة في زامبيا البلطي ثلاثي النقط (Oreochromis andersonii)، البلطي طويل الزعنفة (Oreochromis macrochi) والبلطي أحمر الصدر (الرندالي) (Tilapia rendalli). وتعتبر سلالة البلطي ثلاثي النقط في نهر كافو أهم الأنواع المستزرعة خاصة في المزارع التجارية. كما يستزرع كذلك الكارب الشائع (Cyprinus carpio)، البلطي النيلي (Oreochromis niloticus) وجراد المستنقعات الأحمر (استاكوزا المياه العذبة) (Procambarus clarkii).
وقد جرت في الخمسينيات في مزارع شيلانجا ومويكيرا تجارب على تغذية وتربية البلطي الرندالي والبلطي الماكروكيري (Oreochromis macrochir) باستخدام أمهات مجمعة من الطبيعة. وقد تم تربية الإصبعيات لإعادة إلقائها وتحريرها في السدود وفي منشآت الاستزراع السمكي في أنحاء الدولة. بعد ذلك أُضيف البلطي ثلاثي النقط والقرموط الإفريقي إلى قائمة الأنواع المستزرعة. وقد كان القرموط يستخدم للتحكم في أعداد البلطي في مناطق السدود والأحواض. وفي عام 1972 أدخلت نظم الاستزراع المستخدمة في أوروبا الشرقية. كما أدخل الكارب من مالاوي إلى مزارع شيلانجا في عام 1972، كما أدخل الكارب ذو القشور من تشيكوسلوفاكيا في عام 1981. وخلال السبعينيات استوردت شركة السكر الزامبية في مازابوكا البلطي النيلي من جامعة سترلنج بالمملكة المتحدة للاستزراع المكثف في المجاري المائية وسدود الري والأحواض. وقد تم الحصول على هذه الأسماك في الأصل من إسرائيل. وقد وجدت هذه الأسماك طريقها لنهر كافو حيث استقرت وتناسلت وأصبحت تمثل 40% من المصيد السمكي. وقد أغلقت هذه المنشأة بسبب تغيير الملكية. ولذلك تم استيراد المخزونات المستخدمة في المزارع التجارية من زيمبابوي (من شركة Lake Harvest Co) في الثمانينيات. كذلك تم استيراد جراد بحر لويزيانا حيث قام أحد المزارعين بتربيته في لفنجستون، وبعد ذلك أقبل عليه المزارعون الصغار.
وتتبنى زامبيا سياسة ليبرالية فيما يتعلق بنقل وإدخال الأنواع المستزرعة بشرط أن تخضع لمعايير رقابية صارمة لمنع هروبها إلى المياه الطبيعية. ولكن تجري حاليا إعادة النظر في هذا التوجه بهدف تشجيع استزراع الأنواع المحلية. وتجري حاليا دراسة القرموط الأفريقي السمني (Schilbe mystus)، اللبيس أحمر الأنف (Labeo altivelis) والقرموط الشمال أفريقي (Clarias gariepinus) بغرض الاستزراع. ولا تستزرع في زامبيا أنواع محسنة وراثيا، ولكن جرت بعض المحاولات لإنتاج بلطي نيلي وحيد الجنس.

#### ممارسات وأنظمة الاستزراع
تتراوح ممارسات الاستزراع المائي في زامبيا بين الاستزراع الموسع والاستزراع المكثف وبين الاستزراع متعدد الأنواع إلى الاستزراع وحيد النوع. ولا توجد حدود فاصلة بين هذه الممارسات بل غالباً ما يحدث تداخل بينها. ويمكن تلخيص ممارسات الاستزراع كما يلي:
استزراع في الخزانات المائية، التحويطات والسدود بحيث يتم تخزين نوع أو أكثر من الأسماك، ولا تستخدم تغذية أو تسميد، ومستوى الإدارة منخفض.
استزراع سمكي في الأحواض الأرضية (100-600 م2)، بحيث يتم تخزين نوع واحد أو أكثر من نوع. يتم تسميد الأحواض بسماد الدواجن والماشية والسماد المكمور كما يستخدم أحيانا علف مكمل يتكون من مخلفات زراعية، مخلفات المطابخ والأوراق الخضراء. وهذه الممارسة شائعة بين المزارعين الصغار.
استزراع سمكي في أحواض أرضية كبيرة باستخدام نوعين أو أكثر من الأسماك، مع الاستخدام المنتظم للسماد العضوي (سماد الدواجن أو الخنزير) وغير العضوي، والاستخدام المنتظم للعلف المكمل الذي يتكون من خليط من نخالة الذرة، نخالة الأرز (رجيع الكون) ومخلفات الأسماك. وتتكامل هذه الممارسة مع الدواجن والخنزير. ويمارس هذا النظام غالبا من قبل المزارع التجارية المتوسطة والكبيرة.
الاستزراع السمكي في الأقفاص باستخدام نوع واحد أو أكثر وبكثافة مرتفعة، وقد تستخدم أسماك وحيدة الجنس بهدف زيادة الإنتاج. ويستخدم العلف الصناعي بانتظام لتغذية الأسماك.
ممارسات أخرى تشمل استزراع الأنواع الغريبة (المستجلبة) مثل جراد المستنقعات الأحمر، الكارب الشائع، كارب الحشاش، القرموط الشمال أفريقي وأسماك الزينة.

#### الإنتاج
يتأرجح إنتاج الاستزراع المائي بين 8,000 – 10,000 طن في العام. وهذا التأرجح راجع إلى المزارعين الصغار الذين يهجرون العمل وينتجون بشكل موسمي وغير منتظم. وقد قدرت قيمة الإنتاج في عام 2000 بحوالي 19 مليون دولار. ولكن إحصاءات منظمة الأغذية والزراعة أوضحت أن الإنتاج في عام 2003 قد بلغ 501 4 طنا بلغت قيمتها 669 5 مليون دولار. ويبلغ سعر الأسماك 2 دولار/كجم في المتوسط، اعتمادا على مدى وفرة هذه المنتجات، في حين يبلغ متوسط سعر القشريات 11 دولار/كجم. وتوجد 4 شركات تجارية تقوم بتربية الأسماك في الأقفاص في بحيرة كاريبا. وتستخدم كل شركة 44 قفصاً أبعاد كل منها 6×6×6م (216م3) و 10 حظائر لاستزراع البلطي النيلي. وهذه الشركات تستخدم الأعلاف الصناعية في التغذية. ويبلغ إنتاج القفص الواحد 3.5 طن.
ويبين الشكل التالي الإنتاج الكلي للاستزراع المائي في زامبيا طبقاً لإحصاءات منظمة الأغذية والزراعة:

### النقل والمواصلات
ليس لزامبيا منفذ نحو البحر، ولكن تربط خطوط السكك الحديدية البلاد مع الموانئ البحرية في كلٍ من أنغولا، وموزمبيق، وتنزانيا. ويمر الخط الحديدي إلى أنغولا عبر الكونغو الديمقراطية (زائير سابقاً)، والخط الحديدي إلى موزمبيق عبر زيمبابوي. في مطلع سبعينيات القرن العشرين، شُيّد خط السكك الحديدية إلى تنزانيا بمساعدة من الصين الذي بلغت تكلفته ملايين الدولارات.

### السياحة

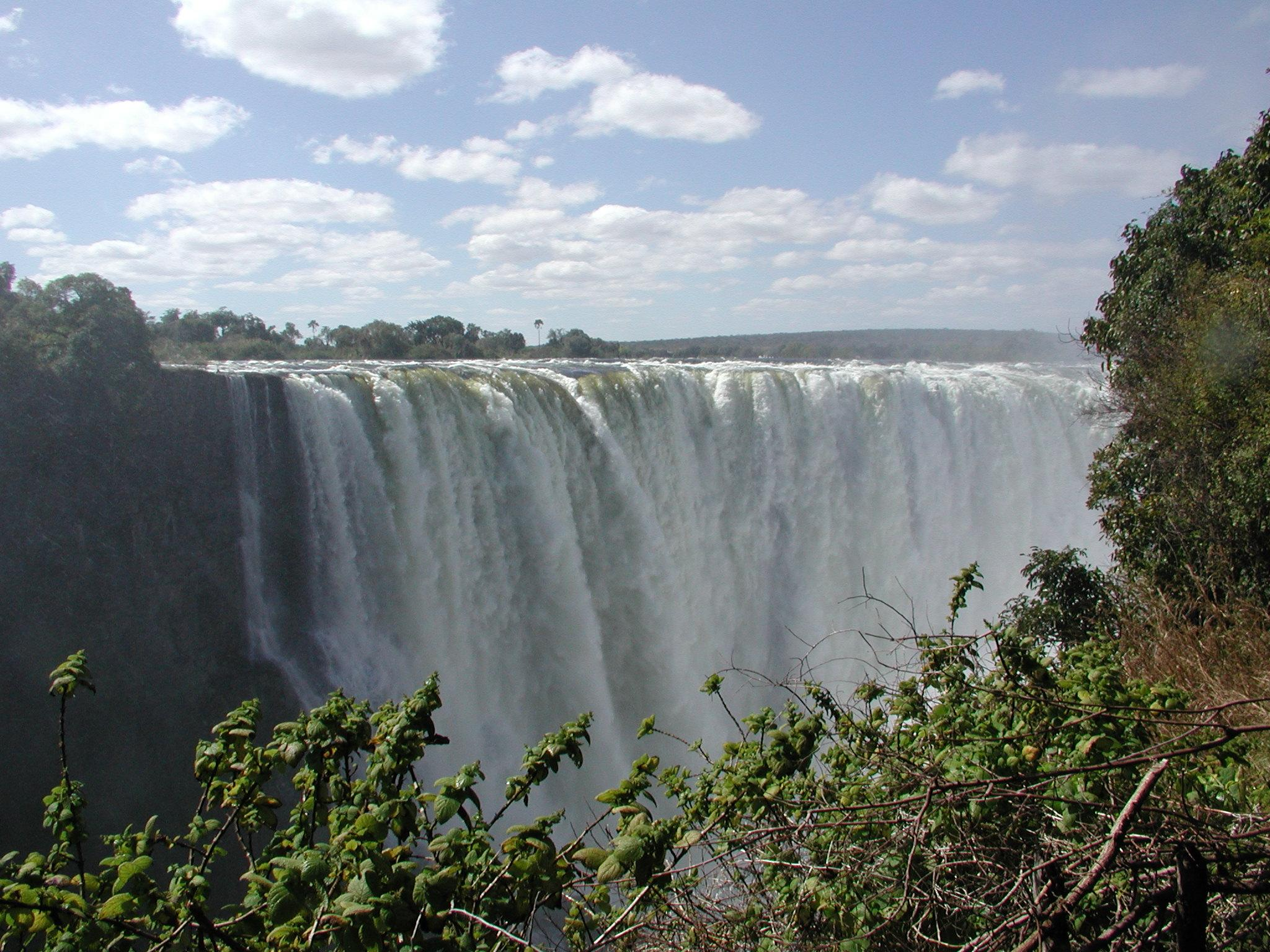
شلالات فيكتوريا

بدأ انفتاح زامبيا على السياحة سنة 1990 حيث أن البلاد تتمتع بمناظر سياحية خلابة وفيها عدة منتزهات وطنية كمنتزه «لوانغوا الجنوبية» ; «سهول ليوفا» و«كافوي» و«إيسانغافو». ومن أهم المناظر الطبيعية في البلاد هي الشلالات (كاسانغا، كافوما، نغامبوي وفيكتوريا) 

كما أن ليفينغستون ميموريال (بالإنجليزية: Livingstone Memorial) يمثل أحد المباني التاريخية التي تستقطب السيَاح.

## الرياضة
أعلنت زامبيا استقلالها يوم الحفل الختامي لدورة الألعاب الأولمبية الصيفية لعام 1964، وتم الانضمام إلى الفيفا في عام 1964 ومن أهم إنجازات كرة القدم الزامبية الفوز بكأس الأمم الأفريقية لكرة القدم 2012 للمرة الأولى في تاريخها واحتلال المركز الثالث في كاس الأمم الأفريقية سنة 1996 بعد الفوز على غانا ب1/0 خسارة مباراة نهائي كاس لأمم الأفريقية 1994 أمام نيجيريا احتلال المركز الثالث سنة 1990 احتلال المركز الثالث سنة 1982 وصيف منتخب جمهورية الكونغو سنة 1974 كذلك من الرياضات الشعبية في زامبيا الرجبي والملاكمة والكريكيت.

## وصلات خارجية
- موقع الحكومة الزامبية الرسمي (بالإنجليزية)
- زامبيا  على كتاب حقائق العالم
- الفساد في زامبيا من بوابة الأعمال المناهضة للفساد (BACP) (بالإنجليزية)
- زامبيا على مشروع الدليل المفتوح
- إحصائيات التجارة لزامبيا - ملخص البنك الدولي (بالإنجليزية)